# پالومبارا سابینا
پالومبارا سابینا (به ایتالیایی: Palombara Sabina) یک کومونه در ایتالیا است که در استان رم واقع شده‌است.

## خصوصیات
پالومبارا سابینا ۱۳٬۱۹۷ نفر جمعیت دارد و ۳۷۲ متر بالاتر از سطح دریا واقع شده‌است.